# Club Atlético Platense 1931
Questa voce raccoglie le informazioni riguardanti il Club Atlético Platense nelle competizioni ufficiali della stagione 1931.

## Maglie e sponsor
| Manica sinistra · Maglietta · Maglietta · Manica destra · Pantaloncini · Calzettoni |

## Rosa
| N. |                      | Ruolo | Calciatore         |
| -- | -------------------- | ----- | ------------------ |
|    | Argentina (bandiera) | P     | Sebastián Gualco   |
|    | Argentina (bandiera) | P     | Damián Mapelli     |
|    | Argentina (bandiera) | D     | Antonio Blanco     |
|    | Argentina (bandiera) | D     | Enrique Canalini   |
|    | Argentina (bandiera) | D     | Anselmo Cerviño    |
|    | Argentina (bandiera) | D     | Luis Ferrario      |
|    | Argentina (bandiera) | D     | Lucio Querido      |
|    | Argentina (bandiera) | D     | Carlos Santamaría  |
|    | Argentina (bandiera) | C     | Ernesto Albarracín |
|    | Argentina (bandiera) | C     | Ismael Arrese      |
|    | Argentina (bandiera) | C     | Pedro Dematteis    |
|    | Argentina (bandiera) | C     | Guillermo Giménez  |
|    | Argentina (bandiera) | C     | Victoriano Gontade |
|    | Argentina (bandiera) | C     | Juan Lewis         |

| N. |                      | Ruolo | Calciatore           |
| -- | -------------------- | ----- | -------------------- |
|    | Argentina (bandiera) | C     | Adolfo Seré          |
|    | Argentina (bandiera) | C     | Juan Telleria        |
|    | Argentina (bandiera) | A     | Vicosepio Ambrosetti |
|    | Argentina (bandiera) | A     | Miguel Barañano      |
|    | Argentina (bandiera) | A     | Ernesto Belis        |
|    | Argentina (bandiera) | A     | Tomás Beristain      |
|    | Argentina (bandiera) | A     | Antonio Campilongo   |
|    | Argentina (bandiera) | A     | Marcos Díaz          |
|    | Argentina (bandiera) | A     | Nicola Ferrara       |
|    | Argentina (bandiera) | A     | Alfonso García       |
|    | Argentina (bandiera) | A     | Ubaldo Landolfi      |
|    | Argentina (bandiera) | A     | M. Marmorato         |
|    | Argentina (bandiera) | A     | José Pérez           |
|    | Argentina (bandiera) | A     | Luis Sánchez         |

## Statistiche

### Statistiche di squadra
| Competizione | Punti | Totale | Totale | Totale | Totale | Totale | Totale |
| Competizione | Punti | G      | V      | N      | P      | Gf     | Gs     |
| ------------ | ----- | ------ | ------ | ------ | ------ | ------ | ------ |
| Campionato   | 29    | 34     | 13     | 3      | 18     | 52     | 52     |
| Totale       | 29    | 34     | 13     | 3      | 18     | 52     | 52     |